# 日本式經營
日本式經營（日语：日本的経営、にほんてきけいえい）指的是流行於日本的經營模式。其特徵包括企業之間的交叉持股、畢業生統一採用、終身僱用、年功序列等特徵。這些特徵中的部分自昭和初期就開始出現，經二戰和戰後的經濟民主化過程得到強化。但在日本泡沫經濟崩潰之後，日本式經營特徵被嚴重動搖。

## 外部連結
- 日本的雇用慣行の再評価と労働市場規制 （页面存档备份，存于）
- 日本型雇用がダメなのか 大学生がダメなのか - 中央公論_jp （页面存档备份，存于）